# Championnat de Tchécoslovaquie de football 1978-1979
Navigation
Saison précédente Saison suivante
La saison 1978-1979 du Championnat de Tchécoslovaquie de football est la 53e édition du championnat de première division en Tchécoslovaquie. Les seize meilleurs clubs du pays se retrouvent au sein d'une poule unique, la First League, où les formations s'affrontent deux fois, à domicile et à l'extérieur. À l'issue du championnat, les deux derniers du classement sont relégués et remplacés par les deux meilleurs clubs de II. Liga, la deuxième division tchécoslovaque.
C'est le club du Dukla Prague qui termine en tête du classement du championnat, à égalité de points mais une meilleure différence de buts que le FC Banik Ostrava. Le tenant du titre, le Zbrojovka Brno complète le podium, à six points du duo de tête. C'est le 10e titre de champion de Tchécoslovaquie de l'histoire du club.

## Les 16 clubs participants
| - Dukla Prague - Jednota Trencin - Skoda Plzen - SK Slovan Bratislava - FC Bohemians Prague - ZTS Kosice - Promu de II. Liga - Dukla Banska Bystrica - FK Inter Bratislava | - Zbrojovka Brno - FC Banik Ostrava - Tatran Presov - Lokomotiva Kosice - Sklo Union Teplice - SK Slavia Prague - Spartak Trnava - AC Sparta Prague |

## Compétition

### Classement
Le barème utilisé pour établir le classement est le suivant :
- Victoire : 2 points
- Match nul : 1 point
- Défaite : 0 point

| Rang | Équipe                   | Pts | J  | G  | N  | P  | Bp | Bc | Diff |
| ---- | ------------------------ | --- | -- | -- | -- | -- | -- | -- | ---- |
| 1    | Dukla Prague             | 41  | 30 | 18 | 5  | 7  | 65 | 24 | +41  |
| 2    | FC Baník Ostrava         | 41  | 30 | 16 | 9  | 5  | 44 | 22 | +22  |
| 3    | Zbrojovka Brno (T)       | 35  | 30 | 13 | 9  | 8  | 55 | 32 | +23  |
| 4    | FC Bohemians Prague      | 32  | 30 | 12 | 8  | 10 | 44 | 41 | +3   |
| 5    | AC Sparta Prague         | 31  | 30 | 12 | 7  | 11 | 43 | 37 | +6   |
| 6    | FK Inter Bratislava      | 30  | 30 | 11 | 8  | 11 | 40 | 34 | +6   |
| 7    | SK Slavia Prague         | 29  | 30 | 12 | 5  | 13 | 40 | 45 | -5   |
| 8    | FK Dukla Banská Bystrica | 29  | 30 | 10 | 9  | 11 | 42 | 49 | -7   |
| 9    | ZŤS Košice (P)           | 29  | 30 | 12 | 5  | 13 | 42 | 58 | -16  |
| 10   | ŠK Slovan Bratislava     | 28  | 30 | 8  | 12 | 10 | 35 | 32 | +3   |
| 11   | FC Lokomotíva Košice (C) | 28  | 30 | 11 | 6  | 13 | 47 | 48 | -1   |
| 12   | FC Spartak Trnava        | 27  | 30 | 7  | 13 | 10 | 34 | 37 | -3   |
| 13   | Jednota Trenčín          | 26  | 30 | 10 | 6  | 14 | 38 | 45 | -7   |
| 14   | Skoda Plzen              | 26  | 30 | 9  | 8  | 13 | 27 | 47 | -20  |
| 15   | Tatran Prešov            | 25  | 30 | 7  | 11 | 12 | 24 | 51 | -27  |
| 16   | Sklo Union Teplice       | 23  | 30 | 8  | 7  | 15 | 30 | 48 | -18  |

|  | Qualification pour la Coupe d'Europe des clubs champions 1979-1980                                |
|  | Qualification pour la Coupe des Coupes 1979-1980                                                  |
|  | Qualification pour la Coupe UEFA 1979-1980                                                        |
|  | Relégation en II. Liga                                                                            |
|  | (T) Tenant du titre (C) Vainqueur de la Coupe du Tchécoslovaquie (P) : Promu de deuxième division |

## Bilan de la saison
| Championnat de Tchécoslovaquie de football 1978-1979 |                          |
| Champion                                             | Dukla Prague (10e titre) |
| Coupes et trophées                                   |                          |
| Vainqueur de la Coupe de Tchécoslovaquie 1978-1979   | FC Lokomotiva Kosice     |
| Qualifications continentales                         |                          |
| Coupe d'Europe des clubs champions 1979-1980         | Dukla Prague             |
| Coupe des Coupes 1979-1980                           | FC Lokomotiva Kosice     |
| Coupe UEFA 1979-1980                                 | FC Banik Ostrava         |
| Coupe UEFA 1979-1980                                 | Zbrojovka Brno           |
| Promotions et relégations                            |                          |
| Promus en I. Liga                                    | RH Cheb                  |
| Promus en I. Liga                                    | Plastika Nitra           |
| Relégués en II. Liga                                 | Tatran Presov            |
| Relégués en II. Liga                                 | Sklo Union Teplice       |